# Helge Lindh

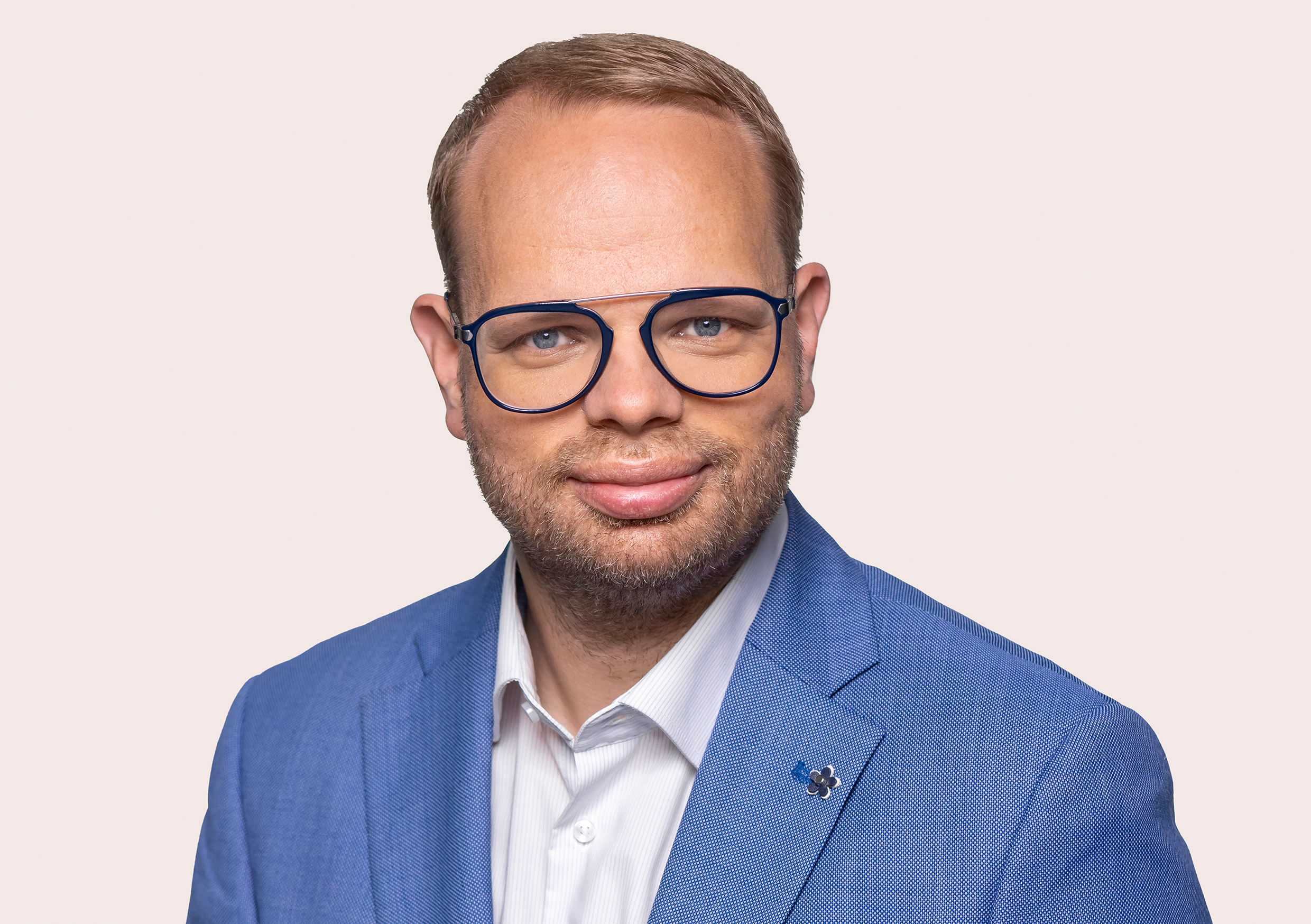
Helge Lindh (2021)

Helge Frederik Lindh (* 6. Dezember 1976 in Wuppertal) ist ein deutscher Politiker (SPD). Er ist seit 2017 Mitglied des Deutschen Bundestages.

## Beruflicher Werdegang
Lindh studierte laut eigenem Lebenslauf zunächst Angewandte Kulturwissenschaften an der Universität Lüneburg und dann Soziologie, Germanistik und Geschichte an der Universität Bielefeld. An der Universität Düsseldorf folgte das Studium der Neueren Deutschen Philologie, Germanistischen Sprachwissenschaft, Neueren und Neuesten Geschichte einschließlich Landesgeschichte und Soziologie. Dieses Studium schloss er als Magister Artium ab. Von 2012 bis 2017 war er Wissenschaftlicher Mitarbeiter im Landtag von Nordrhein-Westfalen für die SPD-Abgeordneten Dietmar Bell, Andreas Bialas und Josef Neumann.

## Politik

### Partei
Im Jahr 1999 trat Lindh in die SPD ein und wurde 2012 Beauftragter für Politische Bildung im Vorstand der SPD Wuppertal. Er war bei den örtlichen Jusos aktiv und ist Vorsitzender des Integrationsrates der Stadt Wuppertal. Er engagierte sich in diversen Arbeitsgruppen der SPD in Wuppertal.

### Abgeordneter
Lindh trat auf Landeslistenplatz 31 der SPD NRW bei der Bundestagswahl 2017 an. Er errang mit 31,5 % der Erststimmen das Direktmandat im Bundestagswahlkreis Wuppertal I. Er war ordentliches Mitglied im Ausschuss für Inneres und Heimat und im Ausschuss für Kultur und Medien. Zudem gehörte er als stellvertretendes Mitglied dem Ausschuss für Familie, Senioren, Frauen und Jugend, dem Kuratorium der Bundeszentrale für politische Bildung und dem 1. Untersuchungsausschuss der 19. Wahlperiode des Deutschen Bundestages an.
Im März 2018 wurde Lindh nach eigenen Aussagen Opfer von Hackern. Sein Facebook- und Twitter-Account wurden gehackt, um rassistische Nachrichten zu verbreiten. Sein Amazon-Account wurde gehackt, um Hundekotattrappen und Korane an seine Adresse liefern zu lassen – bezahlt mit seiner Kreditkarte.
Zur Bundestagswahl 2021 trat Lindh erneut im Wahlkreis Wuppertal I an. Er gewann sein Mandat wieder direkt mit einem Erststimmenergebnis von 37,3 % vor der CDU-Kandidatin Caroline Lünenschloss, die 22 % erzielte. Er ist erneut ordentliches Mitglied im Ausschuss für Inneres und Heimat und Ausschuss für Kultur und Medien, sowie stellvertretendes Mitglied im Familienausschuss.
Lindh ist Mitglied des Seeheimer Kreises. Als Abgeordneter machte er im Jahr 2023 ein Praktikum in einem Ausländeramt, um unter anderem die Praktikabilität von Gesetzen zu prüfen.
Zum Jahreswechsel 2024/2025 erhielt Lindhs Wahlkreisbüro einen handschriftlichen Drohbrief mit weißem Pulver und unterzeichnet mit „NSU 3.0“.

Bei der Bundestagswahl 2025 trat der bisherige Verfassungsschutzpräsident Thomas Haldenwang gegen ihn an und verlor mit 24,3 %, Lindh gewann mit 33,6 %.

## Ehrenamtliches Engagement
Lindh ist Mitglied der überparteilichen Europa-Union Deutschland, die sich für ein föderales Europa und den europäischen Einigungsprozess einsetzt. Er ist Mitglied des Kuratoriums der Stiftung Denkmal für die ermordeten Juden Europas.